# Крыша (фильм, 1956)
«Крыша» (итал. Il Tetto, фр. Le toit) — совместная франко-итальянская чёрно-белая драма режиссёра Витторио Де Сики о семейных отношениях. Премьера фильма состоялась 6 октября 1956 г.

## Сюжет
По старинному закону итальянской провинции, после возведения крыши жильцов не могут выселить из здания. Для того чтобы молодожёнам было где жить, их родственники за ночь пытаются соорудить крышу.

## В ролях
- Габриелла Паллотта — Луиза Пилон
- Джорджио Листуцци — Натале Пилон, её муж
- Гастон Рендзелли — Чезаре, деверь Луизы
- Мария Ди Фьори — Джованна, жена Чезаре
- Мария Ди Ролло — Джина
- Эмилия Мартини — мать Луизы
- Анджело Биджиони — Луиджи
- Анджело Визентен — Антонио Пилон
- Мария Ситторо — мать Натале
- Луиза Алессандри — синьора Бай
- Джузеппе Мартини — Мария

## Съёмочная группа
- Режиссёр-постановщик: Витторио Де Сика
- Сценарист: Чезаре Дзаваттини
- Продюсеры: Витторио Де Сика, Марчелло Джироси
- Оператор: Карло Монтуори
- Композитор: Алессандро Чиконьини
- Монтажёр: Эральдо Да Рома
- Художник-постановщик: Гастон Меден
- Художник по костюмам: Фабрицио Карафа
- Гримёр: Микеле Тримарки
- Звукорежиссёры: Курт Дубровски, Эмилио Роза
- Дирижёр: Франко Феррара

## Награды и номинации
- 1956 — Каннский кинофестиваль[1][2]:
  - приз Международной католической организации в области кино (OCIC) — Витторио Де Сика
  - номинация на «Золотую пальмовую ветвь» — Витторио Де Сика
- 1957 — Итальянская ассоциация кинокритиков:[3]
  - «Серебряная лента» за лучший сценарий — Чезаре Дзаваттини
  - номинация на «Серебряную ленту» за лучшую режиссуру — Витторио Де Сика
  - номинация на «Серебряную ленту» за лучшую женскую роль — Габриелла Паллотта
  - номинация на «Серебряную ленту» за лучшую операторскую работу — Карло Монтуори
  - номинация на «Серебряную ленту» лучшему продюсеру — De Sica Produzione, Titanus
- 1959 — Национальный совет кинокритиков США: фильм вошёл в пятёрку лучших фильмов на иностранном языке.[4]